# Trixoscelis margo
Trixoscelis margo är en tvåvingeart som beskrevs av Papp 2005. Trixoscelis margo ingår i släktet Trixoscelis och familjen myllflugor.
Artens utbredningsområde är Ungern. Inga underarter finns listade i Catalogue of Life.